# Ракетні крейсери типу «Вірджинія»
Крейсери класу «Вірджинія» (англ. Virginia-class cruiser) — американські ракетні крейсери з атомною енергетичною установкою — Virginia (CGN-38), Texas (CGN-39), Mississippi (CGN-40), Arkansas (CGN-41). План будівництва крейсера (CGN-42) з системою Іджіс у 1983 році скасували. З 1976 року було збудовано 4 крейсери даного класу із запланованих 11 для US Navy як подальший розвиток крейсерів класу «California». Була остання серія надводних кораблів з атомною енергетичною установкою. Після розпаду СРСР і вірогідного завершення «Холодної війни» було прийнято програму бюджетної економії, в ході якої крейсери усунули з діючого флоту (1994/98) Річна вартість утримання одного крейсера становила до 40 000 000 доларів. Згодом було прийнято рішення про їхнє списання з списків флоту і у 1998 році розпочато процес дезактивації корпусів, після чого порізано на брухт (1999–2004).

## Історія

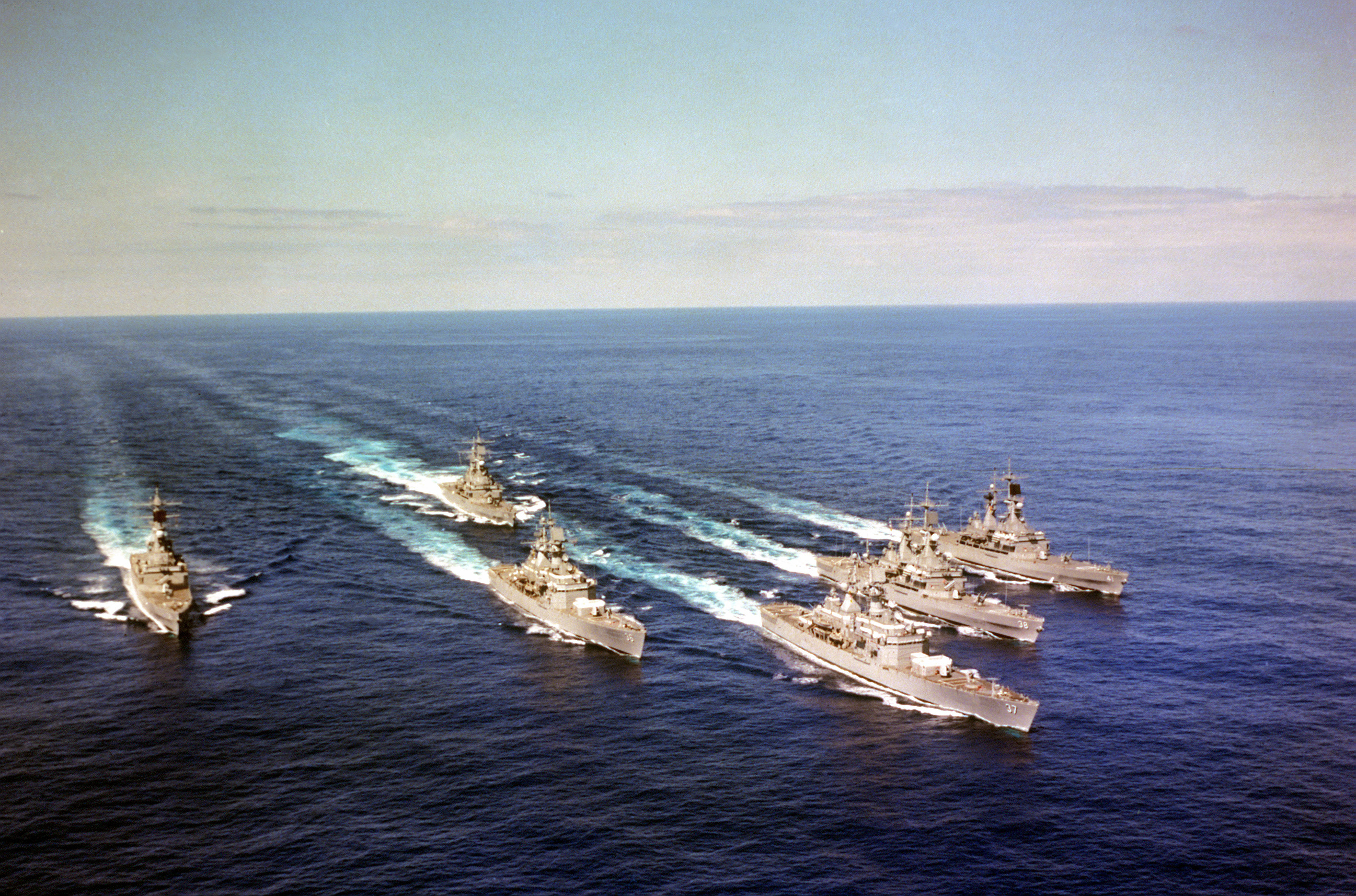
Шість ядерних крейсерів США

Після спуску на воду авіаносця USS Enterprise (CVN-65) у 1960-х роках виникла потреба будівництва кораблів супроводу з схожими характеристиками. На крейсерах класу Virginia випробовували нові системи конструкції, управління кораблями з ракетним озброєнням в ході реалізації програм DX/DXG і ASMS (Advanced Surface Missile System). Кораблі призначались для захисту авіаносного з'єднання від літаків і підводних човнів, для чого у ангарі в кормовій частині корпусу розміщувався протичовновий гвинтокрил Kaman SH-2D, який планували замінити на Sikorsky UH-60 Black Hawk. В ході їхньої експлуатації було встановлено, що кораблі такого типу є менш рентабельними, більш трудомісткими за кораблі з модерними газотурбінними установками.

### Класифікація

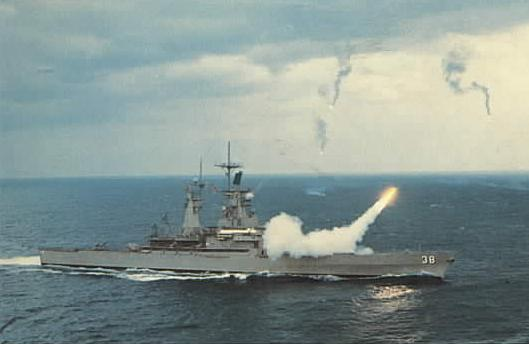
Запуск ракети Standard з Virginia

Ще кораблі класу California не вписувались у стару систему класифікації кораблів по водотоннажністі і калібру гармат. Тому спочатку кораблі з ракетним озброєнням зачислили до класу лідерів — створивши підкласи ракетний лідер (англ. Guided Missile Destroyer Leader) (DLG) i «атомний ракетний лідер» (англ. Nuclear-Powered Guided Missile Destroyer Leader) (DLGN). Згодом їх класифікували як «фрегати» і перші три кораблі класу Virginia при закладенні класифікували атомними ракетними фрегатами. З 1975 при відведенні нової системи класифікації кораблів їх віднесли до атомних ракетних крейсерів (CGN) (англ. Cruiser Guided Missile nuclear powered).

### Енергетична установка

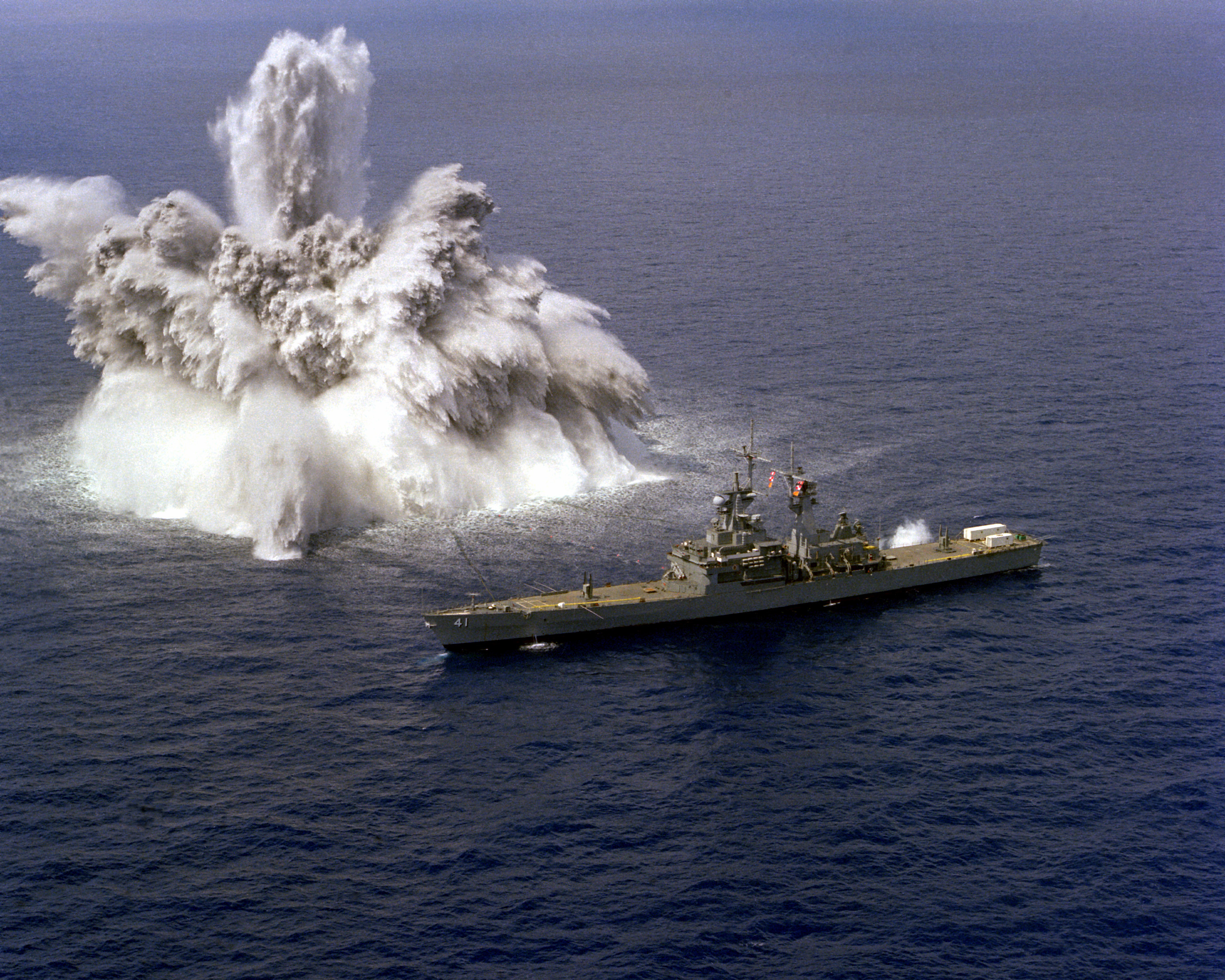
Динамічне випробовування крейсеру USS Arkansas

На крейсерах встановлювали по 2 реактори типу D2G (D — Destroyer (укр. есмінець), 2 — друге покоління реакторів, G — виробник General Electric) з термічною потужністю 150 МВт. Вони надавали турбінам потужність 60.000 к.с. на кожному валі, що дозволяло розвинути швидкість 30 вузлів.

### Озброєння

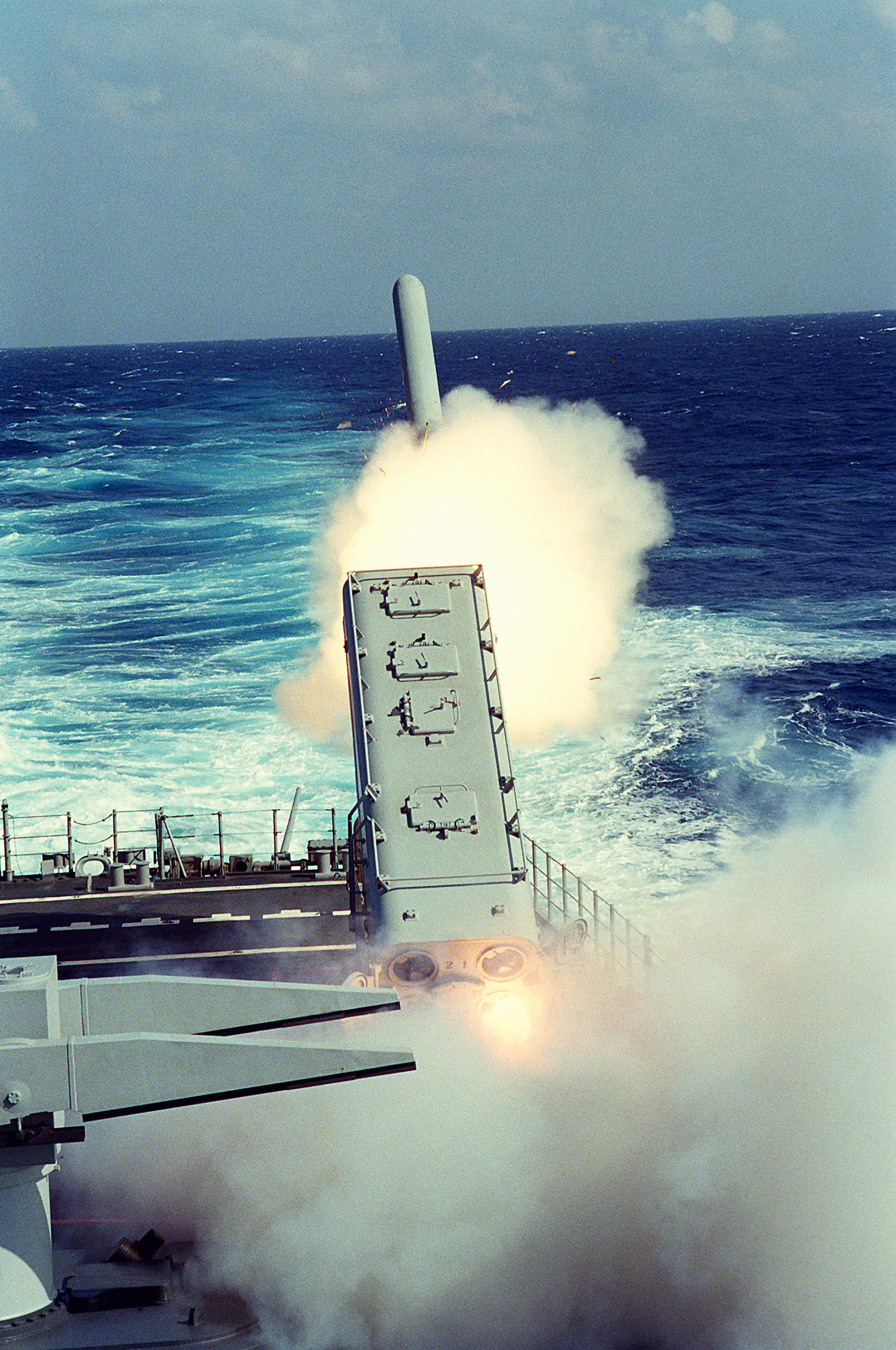
Запуск Томагавка з USS Mississippi

Спочатку озброєння складалось з двох спарених установок Mk. 26 (на носі і кормі) для зенітних ракет середньої дальності RIM-66 Standard та ракето-торпеди RUR-5 ASROC для боротьби з підводними човнами. Перед надбудовою розміщувались 127-мм гармати Mark-45 з скорострільністю 16-20 пострілів/хв. і дальністю стрільби 13 м. миль. Вона призначалась для стрільби по надводним цілям і низьколітаючим літакам. У тильній частині надбудови розміщувались два тритрубні торпедні апарати для торпед Mark 46. Фолклендська війна 1982 виявила вразливість сучасних кораблів протикорабельними ракетам, тому при модернізації початку 1980-х на крейсерах було встановлено 2×4 пускові установки протикорабельних ракет AGM-84 Harpoon, дві 20-мм системи Phalanx CIWS, а замість ангара гелікоптера два пускові системи Armored Box Launcher по 4 ракети BGM-109 Tomahawk. Система Mark 36 SRBOC служила для захисту від самонавідних протикорабельних ракет.

### Електроніка
При модернізації 1980-х років на крейсери встановили радар спостереження повітряного простору AN/SPS-40 з дальністю до 200 м миль, радар пошуку повітряних цілей AN/SPS-48 з дальністю до 230 м миль і радар огляду поверхні моря AN/SPS-55. Також застосовувався сонар AN/SQS-53 з активним і пасивним режимами роботи. Проти торпед використовується система захисту AN/SLQ-25 Nixie. Для радіоелектронної боротьби використовували систему AN/SLQ-32.

## Застосування

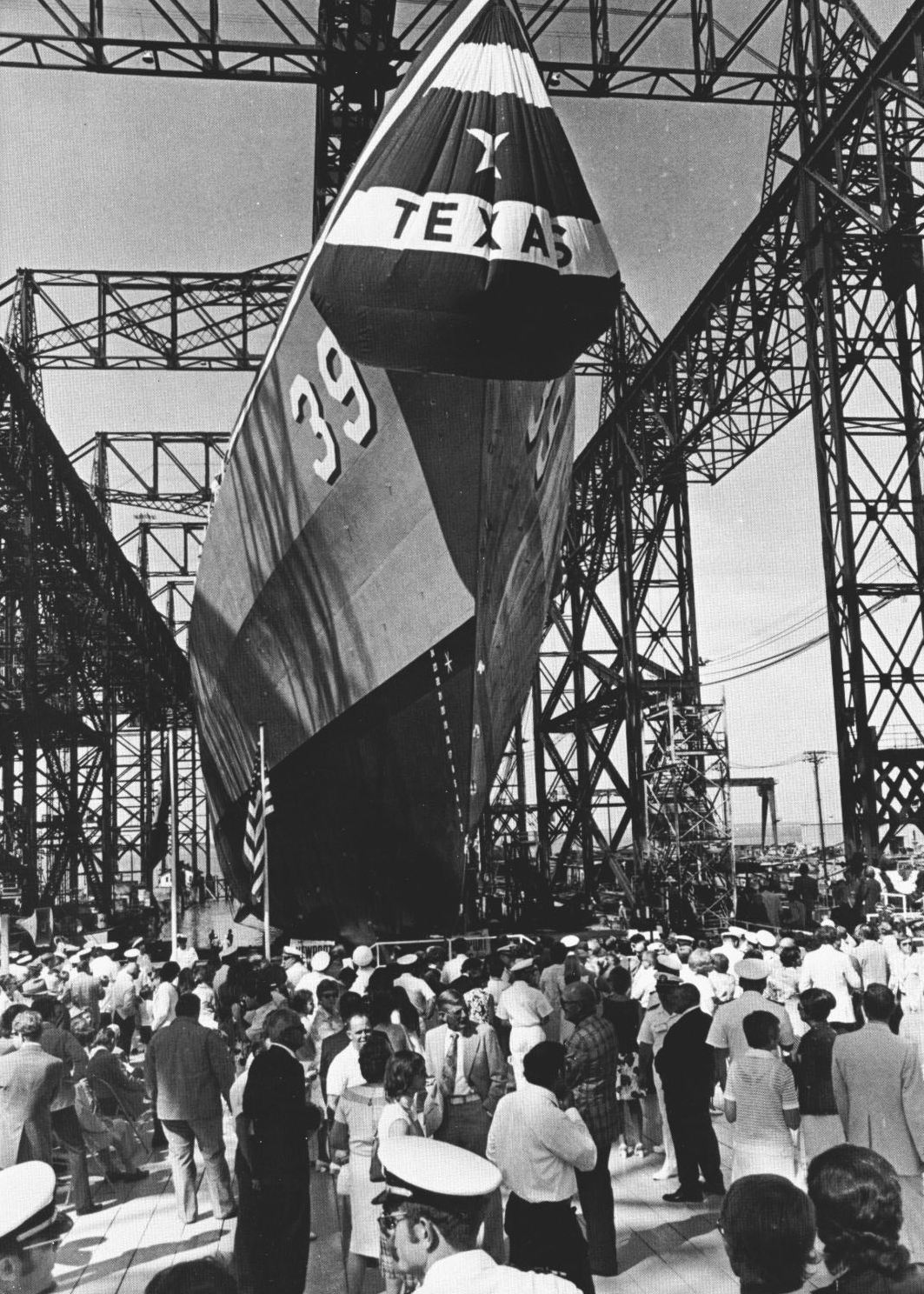
Спуск на воду USS Texas. 1975

Крейсери класу Virginia планували використовувати для протиповітряного захисту кораблів авіаносних з'єднань. Задня пускова система Mk. 26 могла запускати протичовнові ракети. Легка повітряна багатоцільова система LAMPS (англ. Light Airborne Multi-Purpose System) призначалась для виявлення підводних човнів за допомогою гвинтокрилів SH-2 Seasprite (LAMPS Mk I) і SH-60 Seahawk (LAMPS Mk III). Як крейсери, вони повинні були виконувати певні завдання поза угрупуванням флоту, керуючи невеликими групами менших кораблів. Крейсери брали участь в операціях флоту США в час війн у Лівані (1982), конфлікту у затоці Сидра, Аравійському морі в час Ірано-іракської війнаи. Вони були флагманами невеликих угрупувань кораблів в час Війни в Перській затоці. Тоді USS Virginia запустив по цілях в Іраку дві ракети Томагавк з Середземного моря.
На початку 1990-х років крейсери підлягали модернізації, проплававши біля половини свого терміну служби. За цей час в озброєнні кораблів пройшли значні зміни. З однієї сторони корпуси кораблів надавались для ґрунтовної модернізації з встановленням новітніх систем озброєнь, як то вертикального запуску Mk 41 ракет Томагавк, запуску зенітних ракет, систем радарів, електронного обладнання. Але вартість модернізації перевищувала половину вартості нового крейсера класу Ticonderoga з значно меншою вартістю експлуатації. Тому через економію коштів їх було вирішено розібрати.

### Кораблі серії
| №  | Назва                    | Корабельня                | Замовлений | Закладений | Спущений   | Прийнятий до флоту | Списаний   | Утилізований       |
| -- | ------------------------ | ------------------------- | ---------- | ---------- | ---------- | ------------------ | ---------- | ------------------ |
| 1. | USS Virginia (CGN-38)    | Newport News Shipbuilding | 21.12.1971 | 19.08.1972 | 14.12.1974 | 11.09.1976         | 10.11.1994 | 10.1999-25.09.2002 |
| 2. | USS Texas (CGN-39)       | Newport News Shipbuilding | 21.12.1971 | 18.08.1973 | 09.08.1975 | 10.09.1977         | 16.07.1993 | 10.1999-30.10.2001 |
| 3. | USS Mississippi (CGN-40) | Newport News Shipbuilding | 21.01.1972 | 22.02.1975 | 31.07.1976 | 05.08.1978         | 28.07.1997 | 10.2004- 10.2006   |
| 4. | USS Arkansas (CGN-41)    | Newport News Shipbuilding | 31.01.1975 | 17.01.1977 | 21.10.1978 | 18.10.1980         | 07.07.1998 | 10.1997-01.11.1999 |
| 5. | CGN-42                   | Newport News              |            |            |            |                    |            | Не закладався      |